# رودکی (دهانه)
رودکی (انگلیسی: Rudaki) نام یکی از دهانه‌های برخوردی بر سطح سیاره تیر (عطارد) است. نام آن از نام رودکی، شاعر فارسی‌زبان گرفته شده‌است.
در کف رودکی و همچنین در منطقه گسترده پیرامون آن به سم غرب دشت‌های همواری واقع شده‌اند که نسبت به محوطه‌های نزدیک به آن حفره‌های برخوردی کمتری دارند.